# Beautiful Game Studios
Beautiful Game Studios è una società di videogiochi con sede a Londra. Fa parte dello sviluppo interno di Square Enix, e nel 2003 si allea con Eidos Interactive per sviluppare la serie di giochi Championship Manager. Il loro ultimo gioco è Championship Manager 2010, pubblicato il 11 settembre 2009. 25 novembre 2009 Square Enix decide di ristrutturare la sede centrale, e in futuro rinnovare Championship Manager. Fino all'80% i posti furono tagliati o trasferiti ad Eidos Shanghai. Il 2 febbraio 2010 annunciano che il 30 aprile 2010 uscirà Championship Manager 2010/2011, però il 11 giugno 2010 si è deciso che per la stagione 2010/2011 non uscirà Scudetto.
| Controllo di autorità | VIAF (EN) 156314827 |